# Luigi Pandolfi
Pour les articles homonymes, voir Pandolfi.
 Luigi Pandolfi (né le 6 septembre 1751 à Cartoceto, dans l'actuelle province de Pesaro et d'Urbino, dans les Marches, alors dans les États pontificaux et mort le 2 février 1824 à Rome) est un cardinal italien du XIXe siècle.

## Biographie
Luigi Pandolfi exerce diverses fonctions au sein de la Curie romaine, notamment auprès de la Consulta. 
Le pape Pie VII le crée cardinal lors du consistoire du 10 mars 1823.
Le cardinal Pandolfi participe au conclave de 1823 lors duquel Léon XII est élu pape.

### Source
- Fiche du cardinal Luigi Pandolfi sur le site fiu.edu